# FA Charity Shield 1961
Lo FA Charity Shield 1961, noto in italiano anche come Supercoppa d'Inghilterra 1961, è stata la 39ª edizione della Supercoppa d'Inghilterra.
Si è svolto il 12 agosto 1961 al White Hart Lane di Londra tra il Tottenham, vincitore della First Division 1960-1961 e della FA Cup 1960-1961, e una rappresentativa dalla FA.
A conquistare il titolo è stato il Tottenham che ha vinto per 3-2 con reti di Les Allen (doppietta) e Bobby Smith.

## Partecipanti
| Squadre   | Qualificazione                                                    | Partecipazioni precedenti (il grassetto indica la vittoria) |
| --------- | ----------------------------------------------------------------- | ----------------------------------------------------------- |
| Tottenham | Vincitore della First Division 1960-1961 e della FA Cup 1960-1961 | 3 (1920, 1921, 1951)                                        |
| FA XI     | //                                                                | Nessuna                                                     |

## Tabellino
| Londra 12 agosto 1961                                      | Tottenham | 3 – 2 referto | FA XI | White Hart Lane (36.593 spett.) |
| \| \| \| \| \| Allen Smith \| Marcatori \| Haynes Byrne \| |           |               |       |                                 |
|                                                            |           |               |       |                                 |
| Allen Smith                                                | Marcatori | Haynes Byrne  |       |                                 |

### Formazioni
| Tottenham:     |    |                    |
|                |    |                    |
| P              | 1  | Bill Brown         |
| D              | 2  | Peter Baker        |
| D              | 5  | Maurice Norman     |
| D              | 3  | Ron Henry          |
| C              | 4  | Danny Blanchflower |
| C              | 6  | Dave Mackay        |
| C              | 7  | Cliff Jones        |
| C              | 8  | John White         |
| C              | 11 | Terry Dyson        |
| A              | 9  | Bobby Smith        |
| A              | 10 | Les Allen          |
| Allenatore:    |    |                    |
| Bill Nicholson |    |                    |

| FA XI:              |    |                |
|                     |    |                |
| P                   | 1  | Ron Springett  |
| D                   | 2  | Jimmy Armfield |
| D                   | 5  | Peter Swan     |
| D                   | 3  | Mick McNeil    |
| C                   | 4  | Bobby Robson   |
| C                   | 6  | Ron Flowers    |
| C                   | 7  | Bryan Douglas  |
| C                   | 8  | Jimmy Robson   |
| C                   | 11 | Johnny Haynes  |
| A                   | 9  | Johnny Byrne   |
| A                   | 10 | Bobby Charlton |
| Allenatore:         |    |                |
| Walter Winterbottom |    |                |